# 豫讓空腔介
豫讓空腔介（学名：Ambostracon yüjangi）为粗面介科空腔介屬下的一个种。